# Pangman
Pangman es un pueblo canadiense situado en la provincia de Saskatchewan.

## Superficie
Pangman tiene una superficie de 0,73 km².

## Demografía
En 2021, tenía 238 habitantes, una densidad poblacional de 324,9 hab./km², y 112 viviendas.